# 73式けん引車

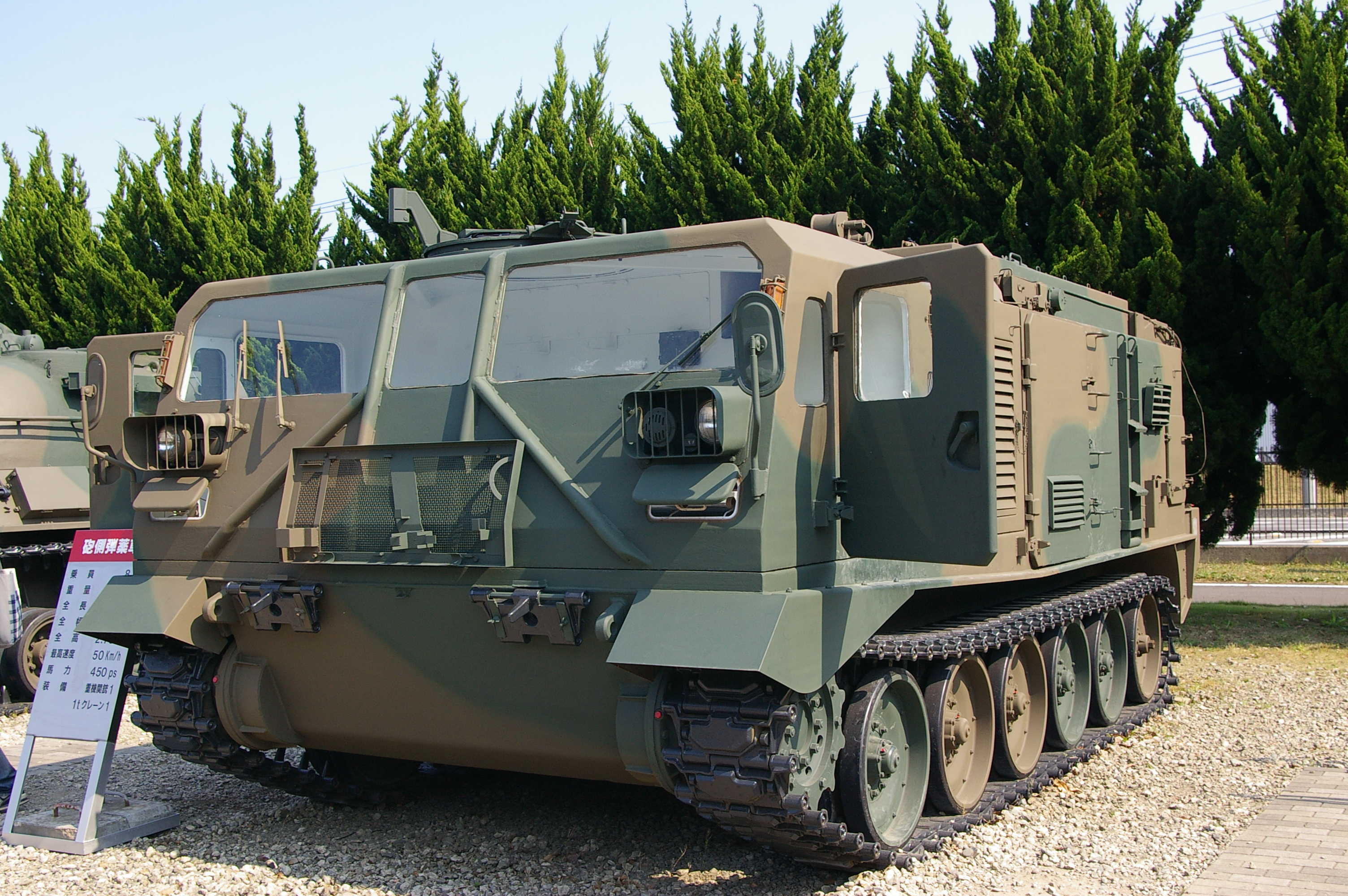
砲側弾薬車(B)

73式けん引車（ななさんしきけんいんしゃ）は、日本の砲けん引車。陸上自衛隊の野戦特科部隊が、重砲のけん引や弾薬、人員の輸送を行うための車両である。

## 概要
陸上自衛隊創設時にアメリカ軍より供与された米国製砲牽引車の更新用として開発、装備された車両で、砲の牽引、人員と弾薬の輸送の他に排土装置（ドーザーブレード）を装着してある程度までの規模の砲兵陣地を構築する作業を行うことも可能である。外見及び運用性能は25tけん引車 M8を意識したものであるが、M8が全幅約3.4m・車重25tと当時の日本の平均的な道路条件ではやや大型過ぎる傾向があったのに対して、73式けん引車は全体的に小型軽量化する事でより日本固有の道路事情下での運用性を高めたものとなっている。
なお、陸上自衛隊では米国から供与された砲牽引車を高射特科部隊でも大口径高射砲の牽引に使用していたが、73式けん引車の制式化当時には高射特科では既に高射砲を装備していなかったため、当車は野戦特科部隊以外には装備されていない。
1969年から1979年まで日立製作所で78両が生産された。
155mmカノン砲M2、203mmりゅう弾砲M2 の牽引に使用され、特科群や特科教導隊第5中隊等に配備された。
現在、生産・配備された全ての車両が退役済みである。一部の車両は所定の改修作業を受けて87式砲側弾薬車開発・生産にあたっての試験車両となり、砲側弾薬車(B)として再就役している。
車体部分の設計を流用して92式地雷原処理車や87式砲側弾薬車など、多くの派生型が開発されている。

## 諸元
- 全長：6,130mm
- 全幅：2,990mm
- 全高：2,730mm
- 重量：19,800kg
- 最大積載量：1,280kg
- 乗員：2+10名
- 最高速度：45km/h（牽引時）
- 登坂能力：約tanθ25%
- 回転半径：信地旋回
- ウィンチ牽引能力：16t
- 武装：12.7mm重機関銃M2
- エンジン：水冷2サイクル6気筒ディーゼル（三菱6ZF）
- 出力：450ps/2,200rpm
- 製作：日立製作所

## 派生型
- 87式砲側弾薬車
- 92式地雷原処理車
- 96式自走120mm迫撃砲
- 99式弾薬給弾車
- 施設作業車 - 伸縮式ショベルアームやドーザーブレードを装備し、障害物の除去や陣地構築ができる。ショベルアームはコンピューター制御による自律作業も可能であり、事前に定められた手順に従って自動的に作業が行える。